# Shatter Me
Shatter Me — второй студийный альбом скрипачки Линдси Стирлинг, изданный 29 апреля 2014 года. В записи двух треков приняли участие вокалистки Лиззи Хэйл (Halestorm) и Диа Фрэмптон (Meg & Dia).

## Информация об альбоме
29 сентября 2013 Линдси написала на своём официальном сайте, что после её мирового турне в 2012—2013 годах она вернулась в США для написания нового студийного альбома. Позже, в декабре, Стирлинг объявила о предстоящем турне 2014 года, где она «будет играть несколько новых композиций и представит совершенно новое шоу». Хотя второй студийный альбом был анонсирован ещё осенью 2013 года, он не был готов до 12 марта 2014, когда Стирлинг начала публиковать информацию о нём.
В этот же день Стирлинг создала аккаунт на PledgeMusic, музыкальной онлайн платформе, где любой может сделать предзаказ на её новый альбом, а также приобрести эксклюзивные материалы. Сделавшие предзаказ также смогут получить закулисные видеозаписи и фотографии. 23 марта 2014 Линдси уточнила, что альбом выйдет 29 апреля. На следующий день были запущены предварительные продажи в iTunes Store и был выпущен первый сингл из альбома, «Beyond the Veil». Официальный клип был опубликован днём ранее и собрал полмиллиона просмотров на Youtube в первый же день.
Линдси Стирлинг заявила, что второй её альбом будет более прогрессивным, чем дебютный. Композиции с альбома объединены темой свободы личности; многие основаны на её личном опыте. В интервью для Rock Era Magazine Линдси Стирлинг рассказала о композиции «Shatter Me», которая дала название альбому и содержит в себе концепцию всего диска; песня стала её первым опытом в области написания текста; вокальную партию в ней исполнила вокалистка группы Halestorm Лиззи Хейл.
Первым синглом с альбома, выпущенным 24 марта 2014 года, стала композиция «Beyond the Veil»; песня добралась до 22 места хит-парада Billboard Dance and Electronic Digital Songs. Сам альбом был доступен для предзаказа, благодаря этому он возглавил чарт электронных альбомов iTunes ещё до официальной даты релиза.

## Список композиций
| №                   | Название                             | Длительность |
| ------------------- | ------------------------------------ | ------------ |
| 1.                  | «Beyond the Veil»                    | 4:14         |
| 2.                  | «Mirror Haus»                        | 3:55         |
| 3.                  | «V-Pop»                              | 3:45         |
| 4.                  | «Shatter Me (feat. Lzzy Hale)»       | 4:40         |
| 5.                  | «Heist»                              | 3:26         |
| 6.                  | «Roundtable Rival»                   | 3:23         |
| 7.                  | «Night Vision»                       | 3:40         |
| 8.                  | «Take Flight»                        | 4:24         |
| 9.                  | «Ascendance»                         | 4:26         |
| 10.                 | «We Are Giants (feat. Dia Frampton)» | 3:43         |
| 11.                 | «Swag»                               | 3:10         |
| 12.                 | «Master of Tides»                    | 4:21         |
| Общая длительность: | Общая длительность:                  | 47:07        |

| №   | Название                       | Длительность |
| --- | ------------------------------ | ------------ |
| 13. | «Digital Booklet - Shatter Me» |              |

| №   | Название                           | Длительность |
| --- | ---------------------------------- | ------------ |
| 13. | «Eclipse»                          |              |
| 14. | «Sun Skip»                         |              |
| 15. | «Take Flight (Orchestral Version)» |              |

## Позиции в чартах
| Чарт (2014)                     | Наивысшая позиция |
| ------------------------------- | ----------------- |
| Austrian Albums Chart           | 3                 |
| Belgian Albums Chart (Flanders) | 93                |
| Belgian Albums Chart (Wallonia) | 74                |
| Canadian Albums Chart           | 5                 |
| German Albums Chart             | 4                 |
| Swiss Albums Chart              | 3                 |
| UK Albums Chart                 | 95                |
| US Billboard 200                | 2                 |
| US Billboard Digital Albums     | 1                 |
| US Classical Albums             | 1                 |
| US Dance/Electronic Albums      | 1                 |
| US Independent Albums           | 1                 |
| World Albums Top 40             | 4                 |